# Absorbens
Een absorbens is een vaste stof of vloeistof die in staat is om een andere vaste stof, vloeistof of gas te absorberen. Veel toegepaste absorbentia zijn onder andere actieve kool, aluminiumoxide en silicagel.
In een minder strikte zin van het woord is een absorbens ook in staat om elektromagnetische straling te absorberen. Een voorbeeld is resorcinol, dat aangewend kan worden als UV-absorbens.
In de kernfysica wordt een absorbens gebruikt om een overvloed aan vrijgekomen neutronen (bijvoorbeeld bij een kernsplijting) op te vangen. Een voorbeeld van zo'n moderatorstof is boor.